# Svenska mästerskapet i bandy 1908
Svenska mästerskapet i bandy 1908 omfattade fyra lag, och både klubblag och distriktslag deltog. Djurgårdens IF representerade Stockholm och vann mot Östergötlands BF med 3-1 i finalmatchen på Norrköpings Idrottspark i Norrköping den 1 mars 1908.

## Matcher

### Semifinaler
- Östergötlands BF-Södermanlands BF 4-0
- Djurgårdens IF-Gästriklands BF 4-1

### Final
- 1 mars 1908 - Djurgårdens IF-Östergötlands BF 3-1 (spelad i Norrköping)

## Svenska mästarna
Mall:Djurgårdens IF Bandy 1908

### Fotnoter
1. ↑  Erik Jonsson. ”1907–1919”. Svenska Bandyförbundet. https://www.svenskbandy.se/BANDYFINALEN/HISTORIK/Svenskamastare/Herrar/1907-1919/. Läst 1 september 2011.